# Adiós, Tierra del Fuego
Adiós, Tierra del Fuego est un récit écrit par Jean Raspail, publié en 2001.

## Résumé
Dans cet ouvrage, Jean Raspail se penche sur un de ses thèmes favoris, la Terre de Feu, déjà évoquée dans Le Jeu du roi, Moi, Antoine de Tounens, roi de Patagonie, Qui se souvient des hommes...' et Pêcheur de lunes. L'auteur retrace le destin des indiens de Patagonie (Alakalufs, Yaghans, Onas) depuis l'arrivée des premières caravelles espagnoles, il y a quatre siècles. Il s'attarde de nouveau sur l'aventure d'Orélie-Antoine de Tounens, devenu, dans les années 1860, roi d'Araucanie et de Patagonie. Le récit se termine avec quelques aventures patagones sur l'archipel des Minquiers.